# Блинников, Сергей Капитонович
Серге́й Капито́нович Бли́нников (20 июля [2 августа] 1901, Москва, Российская империя — 28 сентября 1969, Москва, СССР) — советский актёр театра и кино, театральный режиссёр, педагог; народный артист СССР (1963). Лауреат двух Сталинских премий (1949, 1951).

## Биография
Сергей Блинников родился в Москве 20 июля (2 августа) 1901 года, (по другим источникам — 30 июля).
В 1919 году окончил Единую трудовую школу II ступени в Кунцево.
В 1919—1923 годах служил в Красной армии в Управлении коменданта Московской окружной железной дороги переписчиком, занимался театральной самодеятельностью, организовал в Кунцево Крестьянский драматический кружок.
В 1920—1921 годах учился в театральной школе Малого театра (с 1938 — Высшее театральное училище имени М. С. Щепкина), в 1922—1924 — школе МХАТа (класс Н. В. Демидова) в Москве.
С 1922 года — актёр МХАТ. Всего сыграл 59 ролей.
Сергей Блинников — характерный актёр, особенное внимание уделял мастерству сценической речи, искусству перевоплощения. Присущее мастерство речи особенно ярко сказывалось в русском классическом репертуаре: Алёшка и Бубнов («На дне» М. Горького), Яша и Лопахин («Вишнёвый сад» А. П. Чехова). Большой эмоциональной силы достигал актёр в ролях Прокофия Пазухина («Смерть Пазухина» М. Е. Салтыкова-Щедрина), Луп-Клешнина («Царь Фёдор Иоаннович» А. К. Толстого).
Выступал и как режиссёр театра.
С 1937 года занимался педагогической деятельностью. С 1945 по 1959 год преподавал в Школе-студии (вуз) им. В. И. Немировича-Данченко при МХАТ СССР им. М. Горького (с 1948 — доцент).

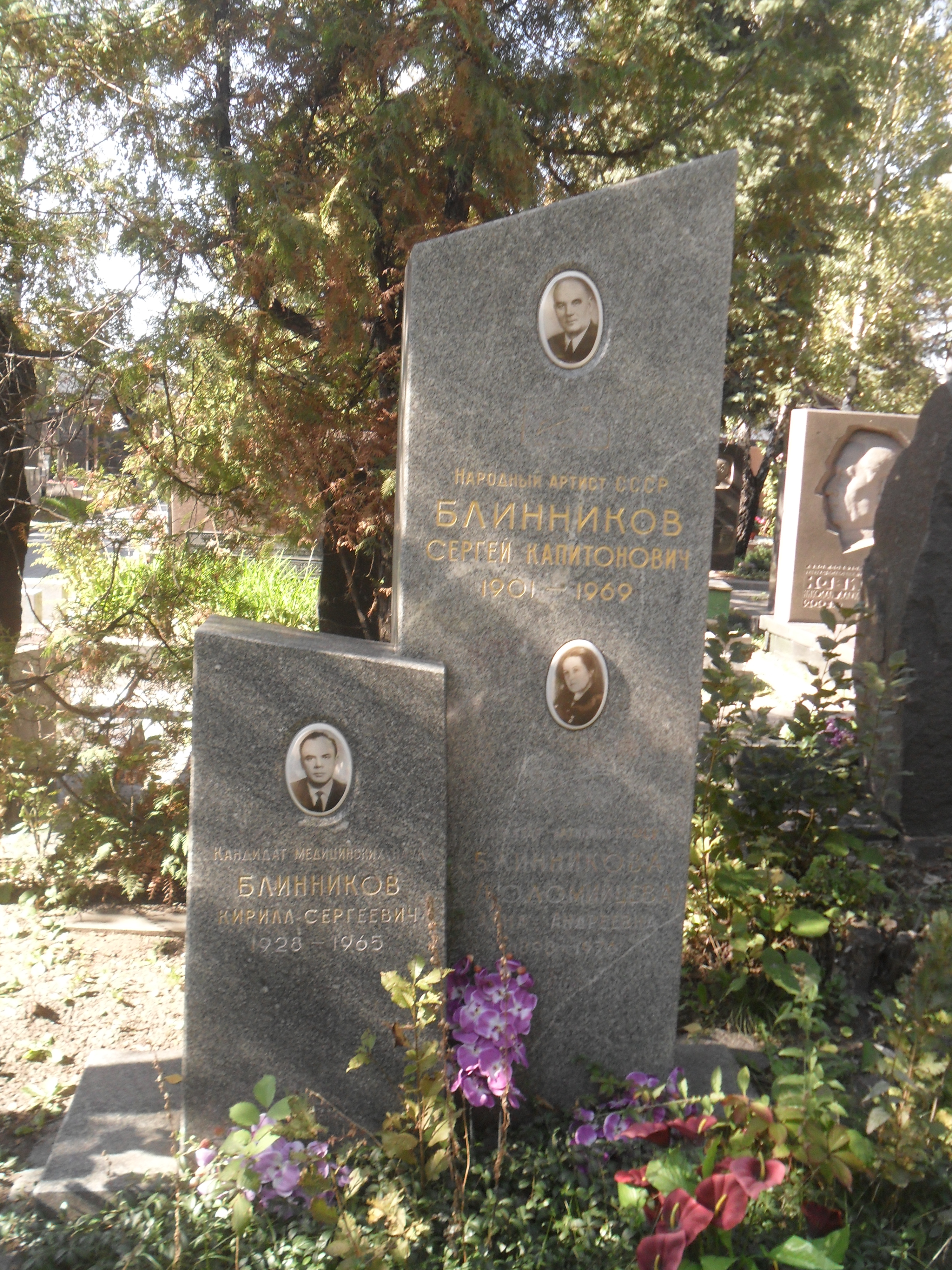
Могила Блинникова на Новодевичьем кладбище Москвы.

Сергей Блинников умер 28 сентября 1969 года (по другим источникам — 20 сентября, 29 сентября и 19 сентября) в Москве на 69-м году жизни. Похоронен на Новодевичьем кладбище (участок № 7).

### Семья
- Жена — Анна Андреевна Коломийцева (1898—1976), актриса МХАТа; народная артистка РСФСР (1969), лауреат Сталинской премии II степени (1951).
- Сын — Кирилл Сергеевич Блинников (1928—1965), кандидат медицинских наук.

## Звания и награды
- Заслуженный артист РСФСР (1938)
- Народный артист РСФСР (1948)
- Народный артист СССР (1963)[9]
- Сталинская премия первой степени (1949) — за роль Кондратьева в спектакле «Зелёная улица» А. А. Сурова[10]
- Сталинская премия второй степени (1951) — за постановку спектакля «Вторая любовь» Е. Ю. Мальцева и Н. А. Венкстерн
- Орден Трудового Красного Знамени (1948) — за выдающиеся заслуги в развитии советского театрального искусства и в связи с пятидесятилетием со дня основания Московского орденов Ленина и Трудового Красного Знамени Художественного Академического театра СССР имени М. Горького[11]
- Медаль «За оборону Москвы» (1944)
- Медаль «За доблестный труд в Великой Отечественной войне 1941—1945 гг.» (1945)
- Медаль «В память 800-летия Москвы» (1947)

## Творчество

### Актёр театра
- 1924 — «Царь Фёдор Иоаннович» А. К. Толстого — Красильников
- 1924 — «На дне» М. Горького — Алёшка
- 1924 — «Смерть Пазухина» М. Е. Салтыкова-Щедрина — лакей Дмитрий
- 1925 — «Пугачёвщина» К. А. Тренёва — Афонька
- 1933 — «В людях» по М. Горькому — Цыганок
- 1934 — «Пиквикский клуб» по Ч. Диккенсу — Троттер
- 1935 — «Царь Фёдор Иоаннович» А. К. Толстого — Андрей Петрович Луп-Клешнин
- 1937 — «Земля» Н. Е. Вирты, режиссёры Л. М. Леонидов, Н. М. Горчаков — Федот
- 1939 — «Смерть Пазухина» М. Е. Салтыкова-Щедрина — Прокофий Иванович Пазухин
- 1939 — «Достигаев и другие» М. Горького — Губин
- 1941 — «Горячее сердце» А. Н. Островского — Павлин Павлинович Курослепов
- 1942 — «Горячее сердце» А. Н. Островского — Силан, Гаврила
- 1942 — «Фронт» А. Корнейчука — Местный
- 1943 — «Воскресение» по Л. Н. Толстому — Маленький мужичонка
- 1944 — «На дне» М. Горького — Бубнов
- 1945 — «Мёртвые души» по Н. В. Гоголю — Михаил Семёнович Собакевич
- 1948 — «Лес» А. Н. Островского — Иван Петрович Восмибратов
- 1948 — «Зелёная улица» А. А. Сурова — Кондратьев
- 1949 — «Мещане» М. Горького — Василий Васильевич Бессемёнов
- 1960 — «Чайка» А. П. Чехова — Шамраев
- 1961 — «Над Днепром» А. Е. Корнейчука — Сом
- 1964 — «Свет далёкой звезды» А. Б. Чаковского и П. И. Павловского — Симонюк
- 1967 — «Ревизор» Н. В. Гоголя — Осип
- «Вишнёвый сад» А. П. Чехова — Ермолай Алексеевич Лопахин, Яша
- «Бронепоезд 14-69» Вс. В. Иванова — Васька Окорок

### Режиссёрские работы
- 1949 — «Мещане» М. Горького (совм. с М. Н. Кедровым и И. М. Раевским)
- 1950 — «Вторая любовь» Е. Ю. Мальцева и Н. А. Венкстерн (совместно с В. Я. Станицыным)
- 1954 — «Сердце не прощает» А. В. Софронова
- 1961 — «Над Днепром» А. Е. Корнейчука (совм. с М. Н. Кедровым и И. М. Раевским)

### Фильмография

Сергей Блинников в роли Твердило в фильме «Александр Невский», 1938 год.

1. 1938 — Александр Невский — Твердило, псковский воевода, предатель
2. 1939 — Девушка с характером — Заведующий вагоном-рестораном
3. 1939 — Поднятая целина — Банник Григорий Матвеевич
4. 1940 — Старый наездник — Зот Яковлевич, председатель колхоза
5. 1940 — Салават Юлаев — Перфильев
6. 1941 — Как поссорился Иван Иванович с Иваном Никифоровичем — Иван Никифорович Довгочхун
7. 1941 — Боевой киносборник № 7 — Людвиг, немецкий ефрейтор
8. 1942 — Оборона Царицына — Маркел Федосеич
9. 1943 — Кутузов — атаман Платов
10. 1944 — Свадьба — Дмитрий Степанович Мозговой, матрос
11. 1944 — Большая земля— Петр Федорович Приходько
12. 1944 — Юбилей — швейцар
13. 1946 — Клятва — украинский ходок Баклан
14. 1946 — Первая перчатка — Порфирий Михайлович Кошелев, директор зверосовхоза
15. 1946 — Большая жизнь. 2 серия — Начальник комбината
16. 1947 — Поезд идёт на восток — пассажир в вагоне-ресторане, хабаровчанин
17. 1948 — Третий удар — генерал-лейтенант Г. Ф. Захаров
18. 1949 — Кубанские казаки — Марко Данилович Дергач, председатель колхоза
19. 1949 — Падение Берлина — Маршал Советского Союза И. С. Конев
20. 1949 — Сталинградская битва — А. Н. Поскрёбышев
21. 1951 — Незабываемый 1919 год — протоиерей Богоявленский
22. 1952 — На дне (фильм-спектакль) — Бубнов, бывший скорняк
23. 1952 — Ревизор — Аммос Фёдорович Ляпкин-Тяпкин, судья
24. 1954 — Анна на шее — артиллерийский офицер
25. 1955 — Солдат Иван Бровкин — Тимофей Кондратьевич Коротеев, председатель колхоза
26. 1956 — На подмостках сцены — Пётр Петрович Пустославцев, содержатель театра
27. 1956 — Безумный день — посетитель Миусова
28. 1956 — Разные судьбы — Егор Петрович Зубов, начальник цеха
29. 1957 — Отряд Трубачёва сражается — Степан Ильич
30. 1957 — Поединок — Лех
31. 1958 — Иван Бровкин на целине — Тимофей Кондратьевич Коротеев, председатель колхоза
32. 1958 — Девушка с гитарой — Василий Максимович Федосов, отец Татьяны
33. 1958 — Дело «Пёстрых» — профессор Шубинский, хозяин обворованной квартиры
34. 1958 — Капитанская дочка — Генерал
35. 1960 — Слепой музыкант — Ставрюченко
36. 1961 — Две жизни — генерал Хабалов, министр
37. 1961 — Девять дней одного года — Бутов Павел Демьянович, директор института
38. 1962 — Королева бензоколонки — Бабий
39. 1962 — Седьмой спутник (фильм-спектакль) — Арандаренко
40. 1963 — Им покоряется небо — конструктор
41. 1963 — Знакомьтесь, Балуев — Алексей Фирсов
42. 1963 — Теперь пусть уходит— Джордж Бистон, хозяин гостиницы
43. 1964 — Товарищ Арсений — Пристав
44. 1964 — Председатель — Сердюков, председатель колхоза
45. 1964 — Рогатый бастион — Николай Сергеевич, председатель колхоза
46. 1965 — Мещане (фильм-спектакль) — Бессеменов
47. 1966 — Долгая счастливая жизнь — Симеонов-Пищик, в эпизоде из спектакля «Вишнёвый сад»
48. 1967 — Непоседы — Николай Иванович, заведующий столовой в «Буране»
49. 1967 — Татьянин день — дирижёр оркестра
50. 1968 — Трембита — капитан Сазонов

### Режиссёр
1. 1965 — Мещане (фильм-спектакль) (совм. с М. Н. Кедровым, И. М. Раевским, Л. И. Федотовой)